# Scopula rantaizanensis
Scopula rantaizanensis là một loài bướm đêm trong họ Geometridae.